# Viktor Pietschmann
Viktor Pietschmann est un ichtyologiste autrichien, né le 27 octobre 1881 et mort le 11 novembre 1956.
Après des études de zoologie, il devient, en 1905, l’assistant de Franz Steindachner (1834-1919). Il est conservateur de la collection de poissons du Muséum de Vienne de 1919 à 1949. Pietschmann réalise des récoltes dans diverses régions du monde comme la mer de Barents, les eaux du Groenland, la Mésopotamie avec Heinrich von Handel-Mazzetti (1910), l’Arménie (1914), Hawaii (1927), l’Anatolie (1931), le Danube (1924, 1934, 1935 et 1937) et la Pologne. C'est la dernière personne à avoir enrichi de façon significative les collections de Vienne.

## Hommages
Le nom de plusieurs espèces leur a été donné en son honneur, notamment :
- Clariallabes pietschmanni (Güntert, 1938) - un poisson famille des Clariidae
- Labeo pietschmanni Machan, 1930 - un poisson famille des Cyprinidae
- Schindleria pietschmanni (Schindler, 1931)  - un poisson famille des Schindleriidae